# Osobni identitet
Osobni identitet je identitet pojedinca, koga od drugih osobnih identiteta razlikuje različito središte samosvijesti, različito tijelo, različiti životopis, te različiti unutarnji život i osjećaj sebe odnosno vlastite subjektivnosti.:str. 14.

## Nastanak osobnog identiteta
Osobni identitet svakoga čovjeka rezultat je odrastanja, gradi se kroz naša iskustva interakcije s drugim ljudima, temelji se na filmovima koje smo pogledali, knjigama koje smo pročitali itd. Ljudi odrastajaući pokušavaju sebi i svojim životima dati smisao.:str. 15. Naši stavovi se temelje na svemu što smo čuli, informacijama istinitim, poluistinitim i lažnim, istinitim činjenicama i predrasudama. Ponekad na vlastitom iskustvu zaključimo da su naše predrasude bile netočne, pogrešno utemeljene, tada ljudi pokušavaju ispraviti svoja uvjerenja o svijetu i stavove.:str. 15.
Postizanje osobnog identita nije zajamčeno, postoje ljudi koji ga nemaju, koji nisu određeni ničime. Takvi ljudi plutaju kroz život bez jasna osjećaja tko su i što žele načiniti od sebe.:str. 15.